# Asuna Tanakaová
Asuna Tanakaová (japonsky 田中 明日菜, * 23. dubna 1988 Sakai) je japonská fotbalistka.

## Reprezentační kariéra
Za japonskou reprezentaci v letech 2011 až 2016 odehrála 39 reprezentačních utkání. Byla členkou japonské reprezentace i na Mistrovství světa ve fotbale žen 2011, 2015 a Letních olympijských hrách 2012.

## Statistiky
| Japonsko | Japonsko | Japonsko |
| Roky     | Záp.     | Góly     |
| -------- | -------- | -------- |
| 2011     | 6        | 2        |
| 2012     | 13       | 1        |
| 2013     | 9        | 0        |
| 2014     | 2        | 0        |
| 2015     | 6        | 0        |
| 2016     | 3        | 0        |
| Celkem   | 39       | 3        |

## Úspěchy

### Reprezentační
- Letní olympijské hry:  2012
- Mistrovství světa:  2011;  2015